# Cantone di Homécourt
Il Cantone di Homécourt era una divisione amministrativa dell'arrondissement di Briey.
È stato soppresso a seguito della riforma complessiva dei cantoni del 2014, che è entrata in vigore con le elezioni dipartimentali del 2015.
Comprendeva i comuni di:
- Auboué
- Batilly
- Hatrize
- Homécourt
- Jouaville
- Moineville
- Moutiers
- Saint-Ail
- Valleroy